# El Tepozán, San Agustín Tlaxiaca
El Tepozán är en ort i Mexiko.   Den ligger i kommunen San Agustín Tlaxiaca och delstaten Hidalgo, i den sydöstra delen av landet, 70 km norr om huvudstaden Mexico City. El Tepozán ligger 2 660 meter över havet och antalet invånare är 190.
Terrängen runt El Tepozán är huvudsakligen kuperad, men den allra närmaste omgivningen är platt. El Tepozán ligger uppe på en höjd. Runt El Tepozán är det ganska tätbefolkat, med 60 invånare per kvadratkilometer. Närmaste större samhälle är Pachuca de Soto, 17,4 km öster om El Tepozán. Trakten runt El Tepozán består till största delen av jordbruksmark.